# Zinsenhof
Zinsenhof (früher Czinczenhof) ist eine Ortschaft in der Marktgemeinde Ruprechtshofen im Bezirk Melk in Niederösterreich.

## Geografie
Der Ort westlich von Ruprechtshofen befindet sich links der Melk und besteht  aus einem großen Gutshof und einigen weiteren Ortslagen. Der historisch bedeutende Gutshof ist heute ein Versuchsgut der Höheren Bundeslehr- und Forschungsanstalt für Gartenbau in Wien-Schönbrunn und leistet Pionierarbeit im Anbau von Gemüse.

## Geschichte
Der Gutshof Zinsenhof ist der Stammsitz derer von Zinzendorf und wurde erstmals 1114 in einem Stiftsbrief erwähnt, wo ein Wisint de Cincendorf als Zeuge aufscheint und stand bis zum letzten Zinzendorfer, Karl von Zinzendorf, in deren Eigentum. Im Jahr 1780 wurde der Zinsenhof mit der Herrschaft in Zwerbach vereint. 1829 erwarb Franz I., der einige Sommer auf Schloss Weinzierl verbrachte, das Gut, das 1909 an den k. k. Patrimonalfonds gelangte und 1919 von Republik Österreich übernommen wurde. Die Bundesanstalt für Pflanzenbau richtete am Gutshof ein Mustergurt für die gemüsebauliche Sortenprüfung ein.
Laut Adressbuch von Österreich waren im Jahr 1938 in Zinsenhof ein Schuster und ein Landwirt mit Direktvertrieb ansässig. Am Ende des Zweiten Weltkrieges befand sich am Gutshof Zinsenhof ein Arbeitslager, in dem mehrere jüdische Familien einquartiert waren, die am Gutshof zu Zwangsarbeiten herangezogen wurden.
Seit 1951 bewirtschaftet wieder die Höheren Bundeslehr- und Forschungsanstalt für Gartenbau den Gutshof.